# Мітчелл (Південна Дакота)
Мітчелл (англ. Mitchell) — місто (англ. city) в США, в окрузі Девісон штату Південна Дакота. Населення — 15 660 осіб (2020). Назване на честь банкіра Олександра Мітчелла.

## Географія
Мітчелл розташований за координатами 43°43′48″ пн. ш. 98°2′0″ зх. д. / 43.73000° пн. ш. 98.03333° зх. д. (43.729862, -98.033370).  За даними Бюро перепису населення США в 2010 році місто мало площу 31,44 км², з яких 28,85 км² — суходіл та 2,60 км² — водойми.

### Клімат
| Клімат : Мітчелл                                                             | Клімат : Мітчелл | Клімат : Мітчелл | Клімат : Мітчелл | Клімат : Мітчелл | Клімат : Мітчелл | Клімат : Мітчелл | Клімат : Мітчелл | Клімат : Мітчелл | Клімат : Мітчелл | Клімат : Мітчелл | Клімат : Мітчелл | Клімат : Мітчелл | Клімат : Мітчелл |
| Показник                                                                     | Січ.             | Лют.             | Бер.             | Квіт.            | Трав.            | Черв.            | Лип.             | Серп.            | Вер.             | Жовт.            | Лист.            | Груд.            | Рік              |
| Абсолютний максимум, °C                                                      | 19,4             | 22,8             | 35,0             | 36,1             | 42,2             | 43,9             | 46,7             | 46,1             | 41,1             | 35,6             | 32,8             | 21,1             | 46,7             |
| Середній максимум, °C                                                        | −3,3             | 0,6              | 6,7              | 15,0             | 21,7             | 27,2             | 30,0             | 29,4             | 24,4             | 16,7             | 6,1              | −1,1             | 14,5             |
| Середній мінімум, °C                                                         | −15,6            | −11,7            | −5,6             | 1,7              | 8,3              | 13,9             | 16,7             | 15,0             | 8,9              | 2,2              | −5,6             | −12,2            | 1,4              |
| Абсолютний мінімум, °C                                                       | −45,6            | −45              | −30,6            | −17,2            | −7,8             | −0,6             | 1,1              | 1,1              | −11,7            | −22,2            | −30              | −36,7            | −45,6            |
| Норма опадів, мм                                                             | 11.9             | 17.0             | 42.1             | 68.8             | 84.5             | 89.4             | 67               | 58.9             | 57.6             | 39.1             | 30.4             | 13.4             | 580              |
| ---------------------------------------------------------------------------- | ---------------- | ---------------- | ---------------- | ---------------- | ---------------- | ---------------- | ---------------- | ---------------- | ---------------- | ---------------- | ---------------- | ---------------- | ---------------- |
| Джерело: http://www.weather.com/weather/wxclimatology/monthly/graph/USSD0226 |                  |                  |                  |                  |                  |                  |                  |                  |                  |                  |                  |                  |                  |

## Демографія
Згідно з переписом 2010 року, у місті мешкали 15 254 особи в 6696 домогосподарствах у складі 3641 родини. Густота населення становила 485 осіб/км².  Було 7120 помешкань (226/км²).
Расовий склад населення:
| - 93,6 % — білих - 3,0 % — корінних американців - 0,5 % — чорних або афроамериканців - 0,5 % — азіатів - 0,1 % — вихідців з тихоокеанських островів |

До двох чи більше рас належало 1,8 %. Частка іспаномовних становила 1,7 % від усіх жителів.
За віковим діапазоном населення розподілялося таким чином: 22,6 % — особи молодші 18 років, 59,2 % — особи у віці 18—64 років, 18,2 % — особи у віці 65 років та старші. Медіана віку мешканця становила 36,8 року. На 100 осіб жіночої статі у місті припадало 95,2 чоловіків;  на 100 жінок у віці від 18 років та старших — 92,6 чоловіків також старших 18 років.
Середній дохід на одне домашнє господарство  становив 57 142 долари США (медіана — 47 936), а середній дохід на одну сім'ю — 67 065 доларів (медіана — 58 486). Медіана доходів становила 40 687 доларів для чоловіків та 32 597 доларів для жінок. За межею бідності перебувало 13,9 % осіб, у тому числі 20,6 % дітей у віці до 18 років та 11,6 % осіб у віці 65 років та старших.
Цивільне працевлаштоване населення становило 8117 осіб. Основні галузі зайнятості: освіта, охорона здоров'я та соціальна допомога — 24,4 %, виробництво — 14,0 %, роздрібна торгівля — 12,2 %, мистецтво, розваги та відпочинок — 12,0 %.

## Пам'ятки
У Мітчеллі розташовано Кукурудзяний палац, побудований 1892 року. Щорічно його відвідують близько 500 тисяч туристів.